# Таки Фити
Таки Фити (на македонска литературна норма: Таки Фити) е икономист и политик от Северна Македония, академик на Македонската академия на науките и изкуствата.

## Биография
Фити е роден в 1950 година в град Крушево, тогава във Федерална Югославия, във влашко семейство. В 1980 прави магистратура, а в 1983 година защитава докторат в Икономическия факултет на Скопския университет „Свети Кирил и Методий“. В 1993 година започва да преподава във факултета. От 1996 до 1998 година е министър на финансите в правителството на Бранко Цървенковски. Занимава се с икономически растеж, държавна регулация, международно движение на капитал и предприемачество.
На 30 ноември 2015 г. е избран за председател на Македонската академия на науките и изкуствата, на която длъжност встъпва на 1 януари 2016 година.
Автор и съавтор на 12 монографии и много други научни трудове. Най-важните му трудове са:
- „Транснационалните компании и извозот на капитал“,
- „Современиот капитализам“,
- „Претприемништвото и претприемничкиот менаџмент“,
- „Економија – микроекономски пристап“
- „Економија – макроекономски пристап“.